# Elsa Kikoïne
Pour les articles homonymes, voir Kikoïne.
Elsa Kikoïne, (parfois écrit Kikoine), est une actrice française et architecte d'intérieur, née le 2 mars 1977 à Suresnes, (Hauts-de-Seine). Elle est la fille du réalisateur Gérard Kikoïne.

## Carrière
Née le 2 mars 1977 à Suresnes dans les Hauts-de-Seine, elle est la fille du réalisateur de films érotiques Gérard Kikoïne.
Les téléspectateurs la découvrent en 1998, à l'âge de 21 ans, dans un téléfilm intitulé Belle grand-mère. En 2000, elle joue dans le court métrage Le Marquis aux côtés de Patrick Bruel et Stomy Bugsy. Après une incursion dans la série Les Monos, Elsa participe à son premier long métrage au cinéma, Vidocq, avec Gérard Depardieu etGuillaume Canet. D'autres téléfilms suivent avant qu'Elsa Kikoïne n'obtienne le premier rôle dans Brocéliande, aux côtés d'Alice Taglioni. En 2003, elle intègre la série Frank Riva avec Alain Delon en continuant les tournages de téléfilms en parallèle. En 2005, elle se fait davantage connaître grâce à Ma vie en l'air dans lequel elle joue aux côtés de Vincent Elbaz et Marion Cotillard.
Après un rôle dans la série Femmes de loi avec Ingrid Chauvin et Natacha Amal, Elsa Kikoïne se joint en 2006 à Frédéric Diefenthal pour la mini-série David Nolande (entre polar et fantastique) qui récolte de nombreux prix et bénéficie d'un important succès public.
En 2012, elle joue dans la série télévisée Plus belle la vie le rôle de Lucie Darjac, une avocate.

## Vie privée
Elle est la conjointe de l'architecte Julien Labrousse et ils ont deux enfants.

## Filmographie
Sauf indication contraire, les informations mentionnées dans cette section peuvent être confirmées par la base de données cinématographiques IMDb,  présente dans la section « Liens externes ».

### Cinéma

#### Longs métrages
- 1999 : Si c'était vrai d'Éric Atlan[4]
- 1999 : Adieu Babylone de Raphaël Frydman[4]
- 2001 : Vidocq de Pitof : la muette
- 2003 : Brocéliande de Doug Headline : Chloé
- 2005 : Ma vie en l'air de Rémi Bezançon : Charlotte
- 2010 : Protéger et servir d'Éric Lavaine : Angela
- 2012 : À l'aveugle de Xavier Palud : Isabelle Royer

#### Courts métrages
- 1998 : Bruits de fond de Sylvie Loeillet[4]
- 2000 : Le Marquis de Gilles Paquet-Brenner
- 2002 : Ces jours heureux d'Éric Toledano et Olivier Nakache : Julie
- 2003 : Phares dans la nuit de Laurence Côte : Jeanne
- 2003 : Les Saisons de l'âme de Lydie Bricourt[4]
- 2008 : Le Syndrome de Stockholm de David Mabille : Anna
- 2012 : Lapse de Gilles Guerraz : Julia

### Télévisions

#### Téléfilms et séries télévisées (rôles non récurrents)
- 1996 : Famille sacrée d'Alain Wermus[4]
- 1997 : Pour être libre, épisode Les bons copains réalisé par Adriane Gil : Marie-Laure
- 1998 : Les Années fac, épisode La chair est faible : Estelle
- 1998 : Belle Grand-mère de Marion Sarraut : Anna
- 1998 : Anne Le Guen, épisode Une nuit de pleine lune de Stéphane Kurc[4]
- 1999 : Ève Castelas de Renaud Bertrand[4]
- 2000 : Sydney Fox, l'aventurière, épisode Lettre d'amour réalisé par Jean-Pierre Prévost : Nicole Chamfort
- 2000 : 72 heures d'Éric Woreth[4]
- 2000 : Nos jolies colonies de vacances de Stéphane Kurc : Isabelle
- 2001 : Les Monos, épisode La Solidaire réalisé par Williams Crépin : Flo
- 2001 : Les Semailles et les Moissons, épisode Élisabeth réalisé par Christian François : Élisabeth [2]
- 2001 : Famille d'accueil, épisode Telle mère, telle fille réalisé par Alain Wermus : Juliette Ferrière
- 2002 : Mère, fille : Mode d'emploi de Thierry Binisti : Emma
- 2002 : Juliette Lesage, médecine pour tous, épisode Conduites dangereuses réalisé par Christian François : Justine Ramier
- 2002 : Boulevard du Palais, épisode Les Murmures de la forêt réalisé par Renaud Bertrand : Françoise
- 2003 : Blague à part, épisodes Tonton Nico et New York : Vanessa
- 2003 : The Booze Cruise de Paul Seed : Juliette
- 2004 : Baie ouest, épisode Jeux dangereux réalisé par Christophe Andrei : Chloé
- 2004 : Cinq de cœur de Jérôme Cornuau : Babe
- 2006 : Femmes de loi, épisode Dette de sang réalisé par Sylvie Ayme : Isabelle Delay
- 2008 : Un flic, épisode Affaire réservée réalisé par Frédéric Tellier : Sarah Katzmann
- 2008 : Duval et Moretti, épisode L'équipée mortelle réalisé par Bruno Garcia : Cécile
- 2008 : Répercussions de Caroline Huppert : Sandra Ternisien
- 2009 : Les Petits Meurtres d'Agatha Christie, épisode La maison du péril d'Éric Woreth : Joséphine[5]
- 2010 : Paul et ses femmes d'Élisabeth Rappeneau : Chloë
- 2010 : Demain je me marie de Vincent Giovanni : Solène
- 2012 : Plus belle la vie, saison 8, épisode 122 réalisé par Didier Albert : Lucie Darjac
- 2013 : Section de recherches, épidode Far ouest réalisé par Olivier Barma : Pauline Belmont
- 2013 : Falco, épisode Zones d'ombre réalisé par Thierry Petit : Clémence Rodier
- 2013 : Enquêtes réservées, épisode Dose létale réalisé par Jérôme Portheault : Laura Malard

#### Rôles récurrents dans des séries télévisées
- 2003 - 2004 : Frank Riva, série créée par Philippe Setbon : Juliette Janssen
- 2005 : Trois femmes flics, série créée par Tania de Montaigne, Sophie Pincemaille et Patrick Tringale : Manu
- 2006 : David Nolande, mini-série créée par Joël Houssin : Corinne
- 2009 : Action spéciale douanes, série créée anonymement : Virginie
- 2016 : Section Zéro, série créée par Olivier Marchal : Betty

## Doublage

### Cinéma

#### Films
- 2009 : L'Imaginarium du docteur Parnassus : Valentina (Lily Cole)
- 2012 : Des hommes sans loi : Bertha Minnix (Mia Wasikowska)

### Télévision

#### Séries télévisées
- 2010 : The Pacific : Vera Keller (Caroline Dhavernas)

## Théâtre
- 2003 : Retour à la maison de Bob Martet, mis en scène par Éric Civanyan
- 2003 : Nos premières fois, mis en scène par Didier Long au Festival de la correspondance de Grignan

## Distinctions
- Festival de la fiction TV de Saint-Tropez 2001 : Prix Révélation et découverte pour Les Semailles et les Moissons[6]
- Talents Cannes 2003 avec Assaâd Bouab pour Phares dans la nuit